# Ichneumon bellipes
Ichneumon bellipes là một loài tò vò trong họ Ichneumonidae.